# Приведение типа
Приведе́ние (преобразование) ти́па (англ. type conversion, typecasting) — в информатике преобразование значения одного типа в значение другого типа.

## Описание
Выделяют приведения типов:
- явные (англ. explicit);
- неявные (англ. implicit cast, coercion).

Явное приведение задаётся программистом в тексте программы с помощью:
- конструкции языка;
- встроенных функций, принимающей значение одного типа и возвращающей значение другого типа.

Неявное приведение выполняется транслятором (компилятором или интерпретатором) по правилам, описанным в стандарте языка. Стандарты большинства языков запрещают неявные преобразования.
В  объектно-ориентированных языках, таких как C++, механизм наследования реализуется посредством приведения типа указателя или ссылки на текущий объект к базовому классу (в типобезопасных, таких как OCaml, понятие о приведении типов отсутствует принципиально, и допустимость обращения к компоненту подтипа контролируется механизмом проверки согласования типов на этапе компиляции, а в машинном коде остаётся прямое обращение).

## Неявное приведение типа

### Неявное приведение типа в языках C/C++
Неявное приведение типов происходит в следующих случаях:
- после вычисления операндов бинарных арифметических, логических, битовых операций, операций сравнения, а также 2-го или 3-го операнда операции «?:»; значения операндов приводятся к одинаковому типу;
- перед выполнением присваивания;
- перед передачей аргумента функции;
- перед возвратом функцией возвращаемого значения;
- после вычисления выражения конструкции switch значение приводится к целочисленному типу;
- после вычисления выражений конструкций if, for, while, do-while значение приводится к типу bool.

Например, при выполнении бинарной арифметической операции значения операндов приводятся к одному типу. При наследовании указатели производного класса приводятся к указателям базового класса.
Рассмотрим пример на языке C.
```
double
  
d
;
  
// вещественный тип

long
    
l
;
  
// целый тип

int
     
i
;
  
// целый тип

if
 
(
 
d
 
>
 
i
 
)
      
d
  
=
 
i
;

if
 
(
 
i
 
>
 
l
 
)
      
l
  
=
 
i
;

if
 
(
 
d
 
==
 
l
 
)
     
d
 
*=
 
2
;

```

При выполнении операций сравнения и при присваивании переменные разных типов неявно приводятся к одному типу.
При неявных преобразованиях возможны побочные эффекты. Например, при приведении числа вещественного типа к целому типу дробная часть отсекается (округление не выполняется). При обратном преобразовании возможно понижение точности из-за различий в представлении вещественных и целочисленных чисел. Например, в переменной типа float (число с плавающей точкой одинарной точности по стандарту IEEE 754), нельзя сохранить число 16 777 217 без потери точности, а в 32-битной переменной целого типа int — можно. Из-за потери точности операции сравнения одного и того же числа, представленного целым и вещественным типами (например, int и float), могут давать ложные результаты (числа могут быть не равны).
```
#include
 
<stdio.h>

int
 
main
 
(
 
void
 
)

{

   
int
   
i_value
 
=
 
16777217
;

   
float
 
f_value
 
=
 
16777216.0
;

   
printf
(
 
"The integer is:%d
\n
"
,
 
i_value
 
);

   
printf
(
 
"The float is:  %f
\n
"
,
 
f_value
 
);

   
printf
(
 
"Their equality:%d
\n
"
,
 
i_value
 
==
 
f_value
 
);

}

```

Приведённый код выведет следующее, если размер int — 32 бита и компилятор поддерживает стандарт IEEE 754:
```
 The integer is: 16777217
 The float is: 16777216.000000
 Their equality: 1

```

## Явное приведение типа

### Приведения типов в языке C
Для явного приведения типов имя типа указывается в круглых скобках перед переменной или выражением. Рассмотрим пример.
```
int
 
X
;

int
 
Y
 
=
 
200
;

char
 
C
 
=
 
30
;

X
 
=
 
(
int
)
C
 
*
 
10
 
+
 
Y
;
 
// переменная С приводится к типу int

```

Для вычисления последнего выражения компилятор выполняет примерно следующие действия:
- сначала переменная C символьного типа char явно приводится к целочисленному типу int путём расширения разрядности;
- выполняется вычисление операндов для операции умножения. Левый операнд имеет тип int. Правый операнд — константа 10, а такие константы по умолчанию имеют тип int. Так как оба операнда оператора «*» имеют тип int, неявное приведение типов не выполняется. Результат умножения тоже имеет тип int;
- выполняется вычисление операндов операции сложения. Левый операнд — результат умножения имеет тип int. Правый операнд — переменная Y имеет тип int. Так как оба операнда оператора «+» имеют тип int, неявное приведение к общему типу не выполняется. Результат сложения тоже имеет тип int;
- выполнение присваивания. Левый операнд — переменная X имеет тип int. Правый операнд — результат вычисления выражения, записанного справа от знака «=», тоже имеет тип int. Так как оба операнда оператора «=» имеют одинаковый тип, неявное приведение типов не выполняется.

Но даже при этом возможны ошибки. Тип char может быть как знаковым (signed char), так и беззнаковым (unsigned char); результат зависит от реализации компилятора и такое поведение разрешено стандартом. Значение беззнакового типа char при преобразовании к знаковому типу int может оказаться отрицательным из-за особенностей реализации машинных инструкций на некоторых процессорах. Чтобы избежать неоднозначностей, рекомендуется явно указывать знаковость для типа char.

### Приведения типов в языке C++
В языке C++ существует пять операций для явного приведения типа. Первая операция — круглые скобки ((type_to)expression_from) поддерживается для сохранения совместимости с C. Остальные четыре операции записываются в виде
```
xxx_cast
< type_to >( expression_from )
```

Рассмотрим пример.
```
y
 
=
 
static_cast
<
 
signed
 
short
 
>
(
 
65534
 
);
 
// переменной y будет присвоено значение -2

```

Громоздкие ключевые слова являются напоминанием программисту о том, что приведение типа чревато проблемами.

#### Операцияstatic_cast
Назначение: допустимые приведения типов.
Операция static_cast аналогична операции «круглые скобки» с одним исключением: она не выполняет приведение указателей на неродственные типы (для этого применяется операция reinterpret_cast).
Применение:
- преобразование между числовыми и enum, в том числе если неявное преобразование невозможно (int → enum class) или приводит к предупреждению «Возможная потеря точности» (double → float);
- приведение указателей к типу void* и наоборот;
- приведение указателей на производные типы к указателям на базовые типы и наоборот;
- выбор одной из нескольких перегруженных функций;

```
bool
 
myLess
(
const
 
wchar_t
*
,
 
const
 
wchar_t
*
);

bool
 
myLess
(
const
 
std
::
wstring
&
,
 
const
 
std
::
wstring
&
);

std
::
vector
<
std
::
wstring
>
 
list
;

std
::
sort
(
list
.
begin
(),
 
list
.
end
(),
 
static_cast
<
bool
(
*
)(
const
 
std
::
wstring
&
,
 
const
 
std
::
wstring
&
)
>
(
myLess
));

```

- явный вызов конструктора с одним аргументом или перегруженной операции приведения типа;

```
struct
 
Type
 
{

   
// конструктор с одним аргументом для приведения типа int к типу Type

   
Type
 
(
 
int
 
);

   
// перегруженная операция для приведения типа Type к типу double

   
operator
 
double
 
()
 
const
;

};

int
 
main
 
()
 
{

   
Type
 
x
,
 
y
;

   
int
 
i
;

   
double
 
d
;

   
// вызов конструктора с одним аргументом

   
x
 
=
 
y
 
+
 
static_cast
<
 
Type
 
>
(
 
i
 
);

   
// вызов перегруженной операции приведения типа

   
d
 
=
 
static_cast
<
 
double
 
>
(
 
x
 
);

   
return
 
0
;

}

```

конструктор может иметь большее число аргументов, но для них должны быть заданы значения по умолчанию;
```
struct
 
Type
 
{

   
// конструктор с несколькими аргументами для приведения типа int к типу Type;

   
// для 2-го и последующих аргументов заданы значения по умолчанию

   
Type
 
(
 
int
,
 
int
 
=
 
10
,
 
float
 
=
 
0.0
 
);

};

```

- приведение типа в шаблонах (компилятор уже при специализации шаблона решает, какие операции использовать);
- приведение операндов тернарной условной операции «?:» к одному типу (значения 2-го и 3-го операндов должны иметь одинаковый тип);

Ограничения на expression_from: нет.
Ограничения на type_to: должен существовать способ преобразования значения выражения expression_from к типу type_to, с помощью operator type_to или конструктора.
Производит ли операция static_cast код: в общем случае да (например, вызов перегруженной операции приведения типа или конструктора).
Источники логических ошибок: зависят от того, что собираетесь делать операцией. Возможны переполнения, выход за диапазон и даже (для преобразования указателей) порча памяти.
Пути избавления: зависят от задачи, и часто избавляться не нужно.
Примеры.
```
// Получить процент попаданий.

double
 
hitpercent
 
(

   
const
 
int
 
aHitCount
,
 
// число попаданий

   
const
 
int
 
aShotCount
 
// число выстрелов

)
 
{

   
if
 
(
 
aShotCount
 
==
 
0
 
)
 
return
 
0.0
;

   
// Приведение типов к double выполняется для выполнения вещественного (не целочисленного) деления

   
return
 
static_cast
<
 
double
 
>
(
 
aHitCount
 
*
 
100
 
)
 
/
 
static_cast
<
 
double
 
>
(
 
aShotCount
 
);

}

// следующие строчки эквивалентны

// использование операции static_cast

string
 
s
 
=
 
static_cast
<
 
string
 
>
(
 
"Hello!"
 
);

// вызов конструктора с одним аргументом

string
 
s
 
=
 
string
(
 
"Hello!"
 
);

// использование операции «круглые скобки»

string
 
s
 
=
 
(
string
)
 
"Hello!"
;

string
 
s
 
=
 
static_cast
<
 
string
 
>
(
 
5
 
);
 
// не компилируется, компилятор не может найти подходящий конструктор

```

#### Операцияdynamic_cast
Назначение: приведение вниз по иерархии наследования, с особым поведением, если объект не имеет нужного типа. Используется именно в случаях, когда программист не уверен в типе.
Операция получает информацию о типе объекта expression_from с помощью RTTI. Если тип будет type_to или его подтипом, приведение выполняется. Иначе:
- для указателей возвращается NULL;
- для ссылок создаётся исключение std::bad_cast.

Ограничения на expression_from: выражение должно быть ссылкой или указателем на объект, имеющий хотя бы одну виртуальную функцию.
Ограничения на type_to: любой другой виртуальный.
Производит ли операция dynamic_cast код: да.
Логические ошибки возможны, если операции передать аргумент, не имеющий тип type_to, и не проверить указатель на равенство NULL (соответственно не обработать исключение std::bad_cast).
Пути избавления: продуманная объектная система. Иногда (например, в обработке событий пользовательского интерфейса) dynamic_cast используют только как дополнительную самопроверку, когда и без того известно, какого типа объект, спровоцировавший событие.

#### Операцияconst_cast
Назначение: снятие/установка модификатора(ов) const, volatile и/или mutable. Часто это применяется, чтобы обойти неудачную архитектуру программы или библиотеки, для стыковки с другими языками, для передачи информации через обобщённые указатели void*, для одновременного написания const- и не-const-версии функции
Ограничения на expression_from: выражение должно возвращать ссылку или указатель.
Ограничения на type_to: тип type_to должен совпадать с типом выражения expression_from с точностью до модификатора(ов) const, volatile и mutable .
Производит ли операция const_cast код: нет.
Источники логических ошибок: программа может изменить неизменяемый объект. Иногда это может привести к ошибке сегментации, иногда подпрограмма может не ожидать, что память, которую она предоставила для чтения, вдруг изменили.
Пути избавления: просчитанная const-корректность и удачный API: с Си++17 string.data() получила версию без const. С Си++14 — общая шаблонная функция, возвращающая decltype(auto), и функции с const и без вызывают её. С Си++23 эту функцию сразу можно использовать как метод.
Для примера рассмотрим код динамической библиотеки.
```
#include
 
<string>
 // string

using
 
namespace
 
std
;

namespace

{

   
string
 
s
 
=
 
"Wikipedia"
;
 
// Глобальная переменная

   
// метод string::c_str() возвращает указатель типа const char *

}

typedef
 
char
 
*
 
PChar
;

void
 
__declspec
(
 
dllexport
 
)
 
WINAPI
 
SomeDllFunction
 
(
 
PChar
 
&
 
rMessage
 
)

{

   
// преобразование char const * в char *

   
rMessage
 
=
 
const_cast
<
 
char
 
*
 
>
(
 
s
.
c_str
()
 
);

}

```

При загрузке библиотеки в память процесса создаёт новый сегмент данных, в котором размещаются глобальные переменные.
Код функции SomeDllFunction() находится в библиотеке и при вызове возвращает указатель на строковые данные. Операция const_cast используется для удаления модификатора const.

#### Операцияreinterpret_cast
Назначение: каламбур типизации — назначение ячейке памяти другого типа (не обязательно совместимого с данным) с сохранением битового представления.
Объект, возвращаемый выражением expression_from, рассматривается как объект типа type_to.
Ограничения на expression_from: выражение должно возвращать значение порядкового типа (любой из целых, логический bool или перечислимый enum), указатель или ссылку.
Ограничения на type_to:
- Если expression_from возвращает значение порядкового типа или указатель, тип type_to может быть порядковым типом или указателем.
- Если expression_from возвращает ссылку, тип type_to должен быть ссылкой.

Производит ли операция reinterpret_cast код: нет.
Источники логических ошибок. Объект, возвращаемый выражением expression_from, может не иметь типа type_to. Нет никакой возможности проверить это, всю ответственность за корректность преобразования программист берёт на себя.
Пути избавления: поскольку функция предназначена для работы на низком уровне и обхода ошибок чужой архитектуры, практически нет. Одну из задач — низкоуровневую работу с битами и байтами памяти — можно и нужно заменять на функцию bit_cast Си++20.
Рассмотрим примеры.
```
// Возвращает true, если число x конечное.

// Возвращает false, если число x равно ∞ или NaN.

bool
 
isfinite
 
(
 
double
 
const
 
x
 
)

{

   
// преобразование double const -> uint64_t const &

   
uint64_t
 
const
 
&
 
y
 
=
 
reinterpret_cast
<
 
uint64_t
 
const
 
&
 
>
(
 
x
 
);

   
return
 
(
 
(
 
y
 
&
 
UINT64_C
(
 
0x7FF0000000000000
 
)
 
)
 
!=
 
UINT64_C
(
 
0x7FF0000000000000
 
)
 
);

}

// попытка получения адреса временного значения

long
 
const
 
&
 
y
 
=
 
reinterpret_cast
<
 
long
 
const
 
&
 
>
(
 
x
 
+
 
5.0
 
);

// ошибка: выражение x + 5.0 не является ссылкой

```